# C8
C8 byl kabelový a satelitní televizní kanál, který v roce 2014 nahradil původní kanál Animax. Programová náplň byla tvořena vybranými pořady z ostatních televizních kanálů provozovatele (konkrétně TV Paprika, Minimax, Spektrum Home, Spektrum, Megamax a další). Jednalo se tedy o pořady pro děti, anime, dokumenty o životním stylu, vaření, filmy a seriály, sportovní pořady a další.
Televize C8 sdílela vysílací čas s dětským programem Minimax a vysílal v době od 20:00 do 0:00 hodin. Vysílání bylo ukončeno 30. prosince 2015 a od 1. ledna 2016 zahájil provozovatel nepřetržité vysílání Minimaxu.

## Historie
Po ukončení vysílání česko-maďarské verze japonského anime kanálu Animax, jež se na shodné frekvenci střídal s dětským programem Minimax, byla nevyužita kapacita po 20:00 hodině, proto se provozovatel Chello Central Europe rozhodl tuto mezeru zaplnit vytvořením zcela nového programu s názvem C8. Mělo se jednat o výstavní program, kde mělo být vysíláno to nejlepší z pořadů ostatních kanálů provozovatele.
Holandská společnost Liberty Global v únoru 2014 dokončila prodej aktiv společnosti Chellomedia, kterou za 750 milionů euro odkoupila americká společnost AMC Networks. Společnost Liberty Global si ponechala pouze holandské verze kanálů Sport 1 a Film 1.
Vysílání maďarské verze kanálu bylo zahájeno 1. dubna 2014. Česká a rumunská verze se objevila až 5. května 2014.
K přejmenování společnosti Chellomedia na AMC Networks International došlo 8. července 2014. Novým provozovatelem kanálu C8 se stala společnost AMC Networks International - Central Europe.
Dne 30. prosince 2015 bylo vysílání ukončeno a s platností od 1. ledna 2016 došlo k zahájení nepřetržitého vysílání dětského programu Minimax.

## Programové schéma
Programové schéma maďarské a rumunské verze kanálu C8 specifikované v licencích.
| Čas (SEČ)    | Pondělí – pátek                    | Sobota – neděle                    |
| ------------ | ---------------------------------- | ---------------------------------- |
| 20:00        | Pro děti a mládež                  | Pro děti a mládež                  |
| 21:00        | Filmy a seriály                    | Sport                              |
| 23:00        | Dokumenty Gastronomie Životní styl | Dokumenty Gastronomie Životní styl |
| 00:00 – 2:00 | Závěr vysílání                     | Závěr vysílání                     |

| Čas (SEČ) | Pondělí – pátek   | Sobota – neděle   |
| --------- | ----------------- | ----------------- |
| 20:00     | Pro děti a mládež | Pro děti a mládež |
| 21:00     | Filmy a seriály   | Filmy a seriály   |
| 23:00     | Gastronomie       | Gastronomie       |
| 00:00     | Ostatní pořady    | Ostatní pořady    |
| 02:00     | Závěr vysílání    | Závěr vysílání    |

## TV pořady

### Pro děti
- Baskeťáci
- Huntik
- Oskarova oáza
- Pouliční fotbal
- Shezow
- Téměř nahá zvířátka
- Vlny
- Wolverine a X-meni
- Zekova kouzelná podložka

### Filmy
- Austin Powers
- Casper
- Co žere Gilberta Grapea
- Černý orel
- Klášter Shaolin
- Moon
- Mumie žije
- Terminátor 2: Den zúčtování

### Seriály
- Avatars
- Hrdinové
- Kronika Matta Hattera
- Můj život

### Dokumenty
- Budoucnost odhalena
- Následky

### Vaření
- Prázdniny v Amalfi
- Stalo se na chalupě

### Životní styl
- Candice nám poví všechno
- Miluj svoji zahradu

### Sport
- Nemzeti bajnokság I

## Dostupnost

### Satelitní vysílání
| Družice              | Frekvence (GHz), SR, FEC | Platforma                         | Kódování                                    | Vysílací čas (SEČ) | Poznámka                        |
| -------------------- | ------------------------ | --------------------------------- | ------------------------------------------- | ------------------ | ------------------------------- |
| Amos 3 (4°W)         | 10.889/V, 30000, 3/4     | T-Home                            | Conax                                       | 20:00 – 00:00      | Dostupný v maďarštině           |
| Intelsat 10-02 (1°W) | 12.563/H, 27500, 3/4     | Digi TV                           | Nagravision 3                               | 20:00 – 00:00      | Dostupný v maďarštině           |
| Thor 6 (0.8°W)       | 11.766/V, 28000, 7/8     | UPC Direct                        | Conax, CryptoWorks, Irdeto 2, Nagravision 3 | 20:00 – 00:00      | Dostupný v maďarštině           |
| Thor 6 (0.8°W)       | 11.804/V, 28000, 7/8     | Freesat by UPC Direct, UPC Direct | Conax, CryptoWorks, Irdeto 2, Nagravision 3 | 20:00 – 00:00      | Dostupný v maďarštině a češtině |
| Thor 6 (0.8°W)       | 11.996/V, 28000, 7/8     | Focus SAT                         | Conax                                       | 20:00 – 00:00      | Dostupný v rumunštině           |

### Kabelová televize
Níže je uveden seznam kabelových sítí, které si televizní program C8 nechaly zaregistrovat u Rady pro rozhlasové a televizní vysílání. V závorkách jsou označení operátoři, kteří ve svých nabídkách nabízely Animax, ale C8 si u Rady pro rozhlasové a televizní vysílání nestihli zaregistrovat. Podle vyjádření AMC Networks Central Europe byl kanál nabízen tam, kde byl nabízen i anime program Animax.

#### Česko
- (BKS Capital Partners)
- (Česká Kabelovka)
- (ELSAT)
- (FixPro)
- (Jiří Ouda)
- (Kabel Ostrov)
- (Kabelová televize Třinec)
- (KTVLan)
- (MAME - Moravské Budějovice)
- Nej.cz
- Planet A
- (RTV-5)
- (SATT)
- (TETA)
- (TKR Jašek)

### IPTV
Níže je uveden seznam IPTV operátorů, ve kterých je nabízen program C8. V závorkách jsou označení operátoři, kteří ve svých nabídkách nabízely Animax, ale C8 si u Rady pro rozhlasové a televizní vysílání nestihli zaregistrovat. Podle vyjádření AMC Networks Central Europe byl kanál nabízen tam, kde byl nabízen i anime program Animax.

#### Česko
- Blue4.cz
- (CentroNet)
- (COPROSYS)
- (Dragon Internet)
- (GRAPE SC)
- (Hlucin.net)
- (Internet2)
- (JH Comp)
- (JON.CZ)
- (J.D.Production)
- (KonekTel)
- (Magnalink)
- (MAXPROGRES)
- (N_SYS)
- (PilsFree)
- (PODA)
- (RIO Media)
- (SAT - AN CableNet & Multimedia)
- (SMART Comp.)
- (STARNET)
- (T-Systems Czech Republic)
- (Vysoká škola ekonomická v Praze)

## Mezinárodní verze
Televizní kanál C8 byl dostupný v níže uvedených lokalizovaných verzích se samostatně vydanými licencemi.
- C8 Czech Republic and Slovakia
- C8 Romania
- C8 Hungary

## Kritika
Rada pro rozhlasové a televizní vysílání na základě zaslaného záznamu vysílání ze dne 31. srpna 2015 zjistila porušení licenčních podmínek, neboť na rumunské verzi kanálu C8 Romania převažovalo vysílání v češtině a angličtině. Podle licenčních podmínek měla být hlavním jazykem rumunština.